# Amere Lattin
Amere Lattin, né le 12 juillet 1997 à Brookhaven (Mississippi), est un athlète américain spécialiste du 400 mètres et 400 mètres haies.

## Biographie
Spécialiste du 110 mètres haies à ses débuts, il remporte la médaille d'argent des championnats du monde juniors 2016. En 2017, il s'adjuge la médaille d'argent du relais 4 × 400 mètres aux Universiades d'été de 2017.
Le 9 février 2019 à Clemson, il établit un nouveau record du monde du relais 4 × 400 mètres sur piste courte en  en compagnie de Obi Igbokwe, Jermaine Holt et Kahmari Montgomery, dans le temps de 3 min 1 s 51. Lors de la saison estivale, sur 400 m haies, il monte sur la troisième marche du podium des championnats des États-Unis, devancé par Rai Benjamin et TJ Holmes. Quelques jours plus tard, lors des Jeux panaméricains de 2019, il termine deuxième du 400 m haies, derrière le Brésilien Alison dos Santos. Il participe aux championnats du monde de Doha mais s'incline dès les demi-finales

## Records
| Épreuve                            | Performance       | Lieu         | Date           |
| ---------------------------------- | ----------------- | ------------ | -------------- |
| 400 m                              | 46 s 22           | Prairie View | 6 juin 2021    |
| 400 m haies                        | 48 s 53           | Eugene       | 26 juin 2022   |
| Relais 4 × 400 mètres              | 3 min 0 s 07      | Austin       | 7 juin 2019    |
| Relais 4 × 400 mètres piste courte | 3 min 1 s 51 (WR) | Clemson      | 9 février 2019 |